# Aegyptobia neobaptus
Aegyptobia neobaptus är en spindeldjursart som beskrevs av Meyer 1979. Aegyptobia neobaptus ingår i släktet Aegyptobia och familjen Tenuipalpidae. Inga underarter finns listade i Catalogue of Life.